# Hatayspor Kulübü
O Hatayspor Kulübü (mais conhecido como Hatayspor) é um clube profissional de futebol turco com sede em Antáquia, capital da província de Hatay, fundado em 1967. Atualmente disputa a Süper Lig.
Suas cores oficiais são o bordô e o branco, embora também utilize em alguns jogos um uniforme alternativo laranja.
Até a temporada 2020–21, mandou seus jogos no Antakya Atatürk Stadyumu, com capacidade máxima para 8 765 espectadores. No entanto, a partir da temporada 2021–22, passará a mandar seus jogos oficiais no moderno e recém-construído Estádio de Hatay, com capacidade máxima para 26 600 espectadores.

## História
Fundado em 1967, iniciou sua trajetória pelo futebol profissional na Terceira Divisão Turca, onde jogou por três temporadas até alcançar o acesso à Segunda Divisão Turca na temporada 1969–70 quando conquistou seu 1º título nacional.
Permanceceu durante quatro temporadas na Segunda Divisão Turca, conquistando o acesso à Primeira Divisão Turca na temporada 1973–74. Na divisão profissional máxima do futebol turco, permaneceu por apenas duas temporadas, sendo rebaixado para a 2. Lig na temporada 1975–76.
O clube enfrentou um período de instabilidade durante o fim dos anos 1970 e início dos anos 1980. Na temporada 1979–80 acabou rebaixado para a 3. Lig. Na temporada seguinte (1980–81), conquistou novamente o acesso à 2. Lig. No entanto, na temporada 1982–83 foi novamente rebaixado para a Terceira Divisão Turca.
Após um período de sete temporadas, sagrou-se campeão da 3. Lig na temporada 1989–90 e retornou novamente à Segunda Divisão Turca. Entretanto, mais uma vez foi curta sua passagem pela divisão de acesso à Süper Lig, sendo novamente rebaixado na temporada 1991–92.
Sagrou-se mais uma vez campeão da Terceira Divisão Turca na temporada 1992–93 e pela 1ª vez em sua história, experimentou um período de estabilidade na 1. Lig, onde ficou por quinze temporadas, voltando a ser rebaixado na temporada 2007–08.
O clube atravessou seu pior momento na temporada 2009–10 quando foi rebaixado pela 1ª vez para a Quarta Divisão Turca. Entretanto, sua passagem pela última divisão profissional do futebol turco foi curta e na temporada 2011–12 retornou à Terceira Divisão Turca após ter vencido o campeonato pela 1ª vez.
Na temporada 2017–18, em mais uma conquista da TFF 2. Lig, retornou à TFF 1. Lig. Na temporada 2019–20, sagrou-se campeão desta última pela 1ª vez e retornou à Süper Lig após 45 anos.

## Títulos
- Segunda Divisão Turca (1): 2019–20
- Terceira Divisão Turca (4): 1969–70, 1989–90, 1992–93 e 2017–18 (Grupo Vermelho)
- Quarta Divisão Turca (1): 2011–12 (Grupo 3)